# 小叶杭子梢
小叶杭子梢（学名：Campylotropis wilsonii）为豆科杭子梢属下的一个种。